# Pål Persson

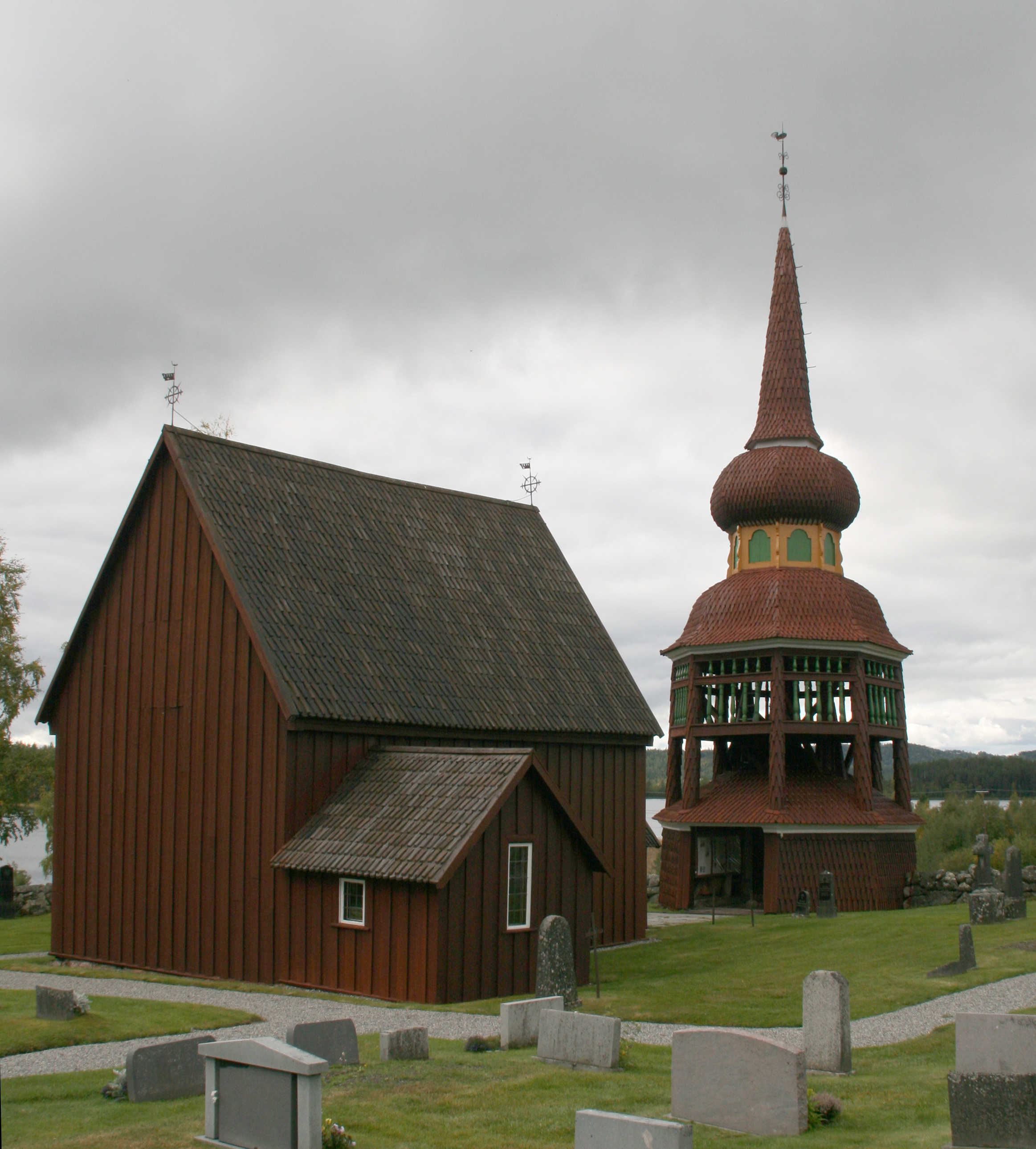
Håsjö gamla kyrka med Pål Perssons klockstapel. En kopia av stapeln finns sedan 1892 på Skansen i Stockholm.

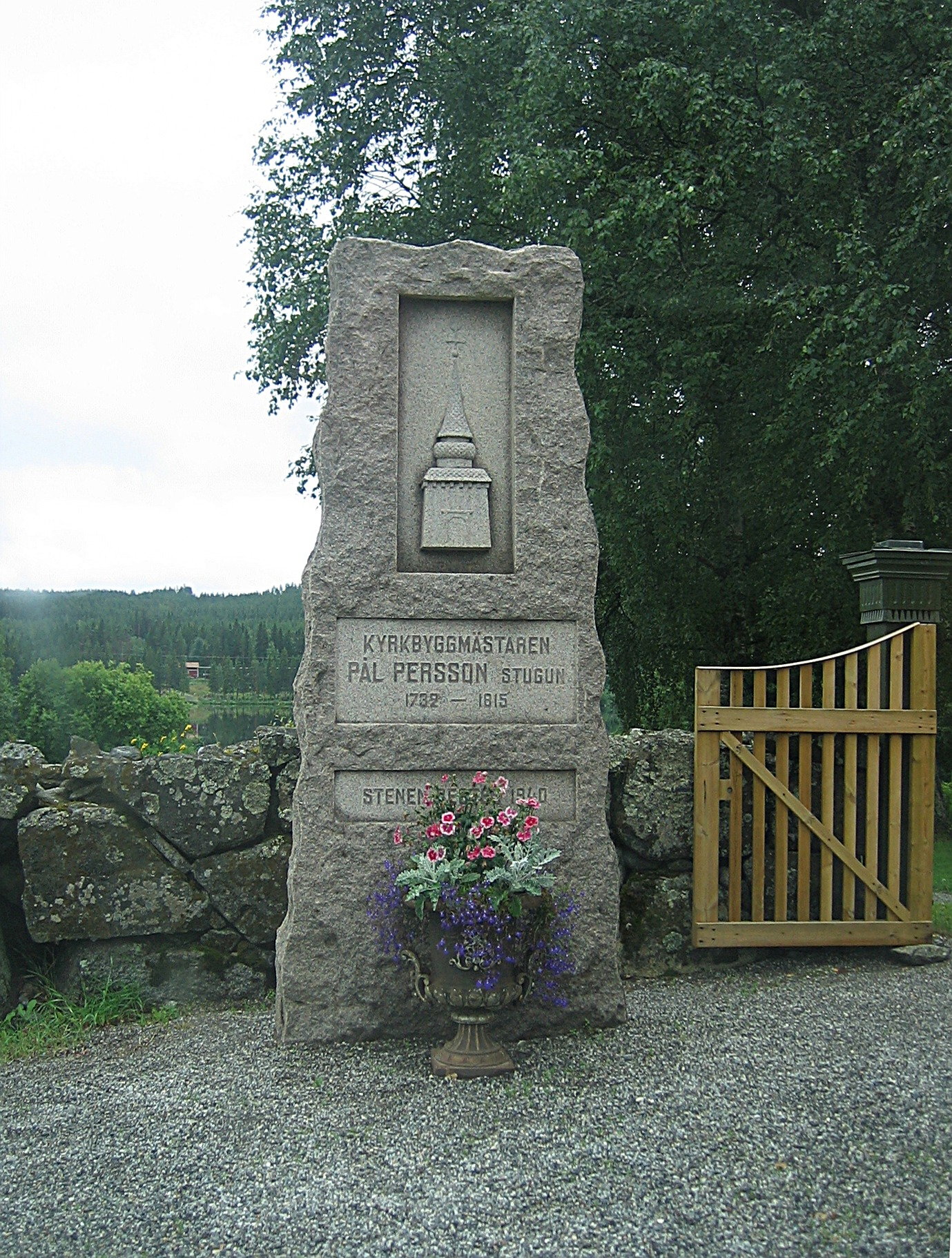
Minnesmärke över Pål Persson vid Stuguns gamla kyrka.

Pål Persson, född 19 oktober 1732 i Stugun, död där 22 januari 1815, var en svensk byggmästare, känd för ett stort antal karaktäristiska klockstaplar. 

## Byggnader
Persson uppförde bland annat klockstaplar i Hällesjö, Stugun, Bräcke, Älvros, Multrå, Haverö, Borgsjö och Håsjö. En kopia av Håsjöstapeln uppfördes 1892 i Stockholm som en av Skansens första byggnader. Pål Perssons staplar är inspirerade av föregångaren Pehr Olofsson (1716–1782), som alltid byggde fyrkantiga grundplaner. Perssons grundplaner var i regel åttkantiga.
Han uppförde även bland annat Borgvattnets kyrka, Klövsjö kyrka, Bodsjö kyrka, Stuguns kyrka och Helgums kyrka. 
Persson ingick i Stugusläkten och härstammade i rakt nedstigande led från Gjurd Bodakarl, som 1290 uppförde en själastuga i Stugun.